# 김영완 (1935년)
김영완(1935년 10월 28일 ~ 2006년 8월 1일)은 대한민국의 정치인이다. 제33대 진천군수를 역임했다.

## 역대 선거 결과
|  | 34.28% |

|  | 25.61% |